# .cu
.cu е интернет домейн от първо ниво за Куба. Администрира се от Cuba-NIC. Представен е през 1992 г.